# Andrés Martínez
Andrés Javier Martínez Falazzini (Pando, 16 ottobre 1972) è un ex calciatore uruguaiano, di ruolo centrocampista.

## Carriera

### Club
Inizia la sua carriera professionistica in Uruguay, nel Peñarol, dove milita per quattro campionati. Passa quindi nella seconda divisione spagnola vestendo per due stagioni la maglia dell'Osasuna. Nel 1996-1997 fa ritorno in patria dove gioca alcune partite con il Cerro e il Defensor Sporting Club.
Nel 1997 viene acquistato dal Lecce che disputa il campionato di serie A. A metà stagione passa al Bologna, ma, trovando poco spazio nel campionato italiano, l'anno seguente ritorna in Uruguay, ancora nel Defensor, squadra con la quale gioca per tre stagioni. Nel 2001-2002 è all'Atletico Bella Vista di Montevideo.
La stagione seguente si accasa al Racing de Ferrol, nella seconda divisione spagnola. Nel 2003-2004 passa allo Yeclano Deportivo, terza divisione spagnola.
Ritorna quindi al Defensor prima di passare al Racing Club de Montevideo e nel 2007 al Club Atlético Progreso dove ha chiuso la carriera all'età di 35 anni.

### Nazionale
Conta 8 presenze e 1 gol con la nazionale uruguaiana. Debuttò il 29 novembre 1992 a Montevideo, in Uruguay-Polonia 0-1. Segnò un gol all'Honduras in Coppa America nel 2001.
Ha fatto parte anche della nazionale under 20 ai mondiali portoghesi del 1991 e ai campionati sudamericani sempre del 91.

## Statistiche

### Cronologia presenze e reti in nazionale
| Cronologia completa delle presenze e delle reti in nazionale ― Uruguay | Cronologia completa delle presenze e delle reti in nazionale ― Uruguay | Cronologia completa delle presenze e delle reti in nazionale ― Uruguay | Cronologia completa delle presenze e delle reti in nazionale ― Uruguay | Cronologia completa delle presenze e delle reti in nazionale ― Uruguay | Cronologia completa delle presenze e delle reti in nazionale ― Uruguay | Cronologia completa delle presenze e delle reti in nazionale ― Uruguay | Cronologia completa delle presenze e delle reti in nazionale ― Uruguay |
| Data                                                                   | Città                                                                  | In casa                                                                | Risultato                                                              | Ospiti                                                                 | Competizione                                                           | Reti                                                                   | Note                                                                   |
| ---------------------------------------------------------------------- | ---------------------------------------------------------------------- | ---------------------------------------------------------------------- | ---------------------------------------------------------------------- | ---------------------------------------------------------------------- | ---------------------------------------------------------------------- | ---------------------------------------------------------------------- | ---------------------------------------------------------------------- |
| 29-11-1992                                                             | Montevideo                                                             | Uruguay                                                                | 0 – 1                                                                  | Polonia                                                                | Amichevole                                                             | -                                                                      |                                                                        |
| 19-10-1994                                                             | Lima                                                                   | Perù                                                                   | 0 – 1                                                                  | Uruguay                                                                | Parra del Riego Cup                                                    | -                                                                      | 73’                                                                    |
| 2-4-1997                                                               | Montevideo                                                             | Uruguay                                                                | 3 – 1                                                                  | Venezuela                                                              | Qual. Mondiali 1998                                                    | -                                                                      | 68’                                                                    |
| 13-7-2001                                                              | Medellín                                                               | Bolivia                                                                | 0 – 1                                                                  | Uruguay                                                                | Coppa America 2001 - 1º turno                                          | -                                                                      | 12’ 51’                                                                |
| 16-7-2001                                                              | Medellín                                                               | Uruguay                                                                | 1 – 1                                                                  | Costa Rica                                                             | Coppa America 2001 - 1º turno                                          | -                                                                      | 51’                                                                    |
| 19-7-2001                                                              | Medellín                                                               | Uruguay                                                                | 0 – 1                                                                  | Honduras                                                               | Coppa America 2001 - 1º turno                                          | -                                                                      | 70’                                                                    |
| 22-7-2001                                                              | Armenia                                                                | Costa Rica                                                             | 1 – 2                                                                  | Uruguay                                                                | Coppa America 2001 - Quarti di finale                                  | -                                                                      | 90’                                                                    |
| 29-7-2001                                                              | Bogotà                                                                 | Uruguay                                                                | 2 – 2 dts (4 – 5 dtr)                                                  | Honduras                                                               | Coppa America 2001 - Finale 3º posto                                   | 1                                                                      | 45+1’ 65’                                                              |
| Totale                                                                 |                                                                        | Presenze                                                               | 8                                                                      |                                                                        | Reti                                                                   | 1                                                                      |                                                                        |